# Trond Arne Bredesen
Trond Arne Bredesen (* 4. Februar 1967 in Gran) ist ein ehemaliger norwegischer Nordischer Kombinierer.

## Werdegang
Sein internationales Debüt gab Bredesen bei den Nordischen Junioren-Skiweltmeisterschaften 1984 in Trondheim gewann er Silber im Mannschaftswettbewerb. Ein Jahr später bei den Nordischen Junioren-Skiweltmeisterschaften 1985 wiederholte er mit der Mannschaft diesen Titel. Eine weitere Steigerung gelang der Mannschaft eine weitere Verbesserung, so dass das Team bei den Nordischen Junioren-Skiweltmeisterschaften 1986 in Lake Placid den Titel gewinnen konnte.
Am 22. März 1986 gab Bredesen sein Debüt im Weltcup der Nordischen Kombination. In Štrbské Pleso gelang ihm als Sechster auf Anhieb ein Ergebnis in den Punkterängen. Auch in die Saison 1986/87 startete er erfolgreich als Achter in Canmore. Im Januar 1987 verpasste er als Vierter in Schonach im Schwarzwald seinen ersten Podestplatz knapp. Bei den Nordischen Junioren-Skiweltmeisterschaften 1987 in Asiago sicherte sich Bredesen erneut im Einzel- und im Mannschaftswettbewerb die Silbermedaille.
Eine Woche nach den beiden Medaillen in Asiago startete Bredesen bei den Nordischen Skiweltmeisterschaften 1987 in Oberstdorf und gewann dort ebenfalls die Silbermedaille im Einzel- und im Mannschaftswettbewerb. Beim letzten Weltcup der Saison erreichte er in Oslo erstmals das Podium und wurde Zweiter. Im Januar 1988 feierte Bredesen in Le Brassus seinen ersten Weltcup-Sieg.
Bei den Olympischen Winterspielen 1988 in Calgary verpasste er im Mannschaftswettbewerb gemeinsam mit Hallstein Bøgseth und Torbjørn Løkken als Vierter nur knapp eine Medaille. Im Einzelwettbewerb landete er auf Rang 11. Die Weltcup-Saison beendete er nach zwei weiteren fünften Plätzen in Oslo und Rovaniemi auf Rang fünf der Weltcup-Gesamtwertung.
In seine erfolgreichste Saison 1988/89 startete Bredesen mit einem Sieg im Einzel in Saalfelden am Steinernen Meer. Auch in Reit im Winkl stand er ganz oben auf dem Podest. Bei den folgenden Nordischen Skiweltmeisterschaften 1989 in Lahti gewann er die Bronzemedaille im Einzel, bevor er sich gemeinsam mit den Brüdern Trond Einar und Bård Jørgen Elden den Weltmeistertitel im Teamwettbewerb sichern konnte. Bei den drei Weltcups bis zum Saisonende konnte Bredesen in Lake Placid erneut einen Sieg feiern. Zudem erreichte er Rang zwei in Oslo und Rang drei in Thunder Bay. Die Saison beendete er damit auf dem ersten Rang der Gesamtwertung.
In den folgenden beiden Saisons konnte Bredesen an diesen Erfolg nicht mehr anknüpfen. Auch bei den Nordischen Skiweltmeisterschaften 1991 im Val di Fiemme verpasste er mit der Mannschaft als Fünfter erstmals eine Medaille. Nach Abschluss der Saison beendete er seine aktive Karriere.
Bei den Norwegischen Meisterschaften 1990 in Gjøvik sicherte sich Bredesen seinen ersten und einzigen nationalen Titel.

## Erfolge

### Weltcup-Statistik
Die Tabelle zeigt die erreichten Platzierungen im Einzelnen.
- Platz 1.–3.: Anzahl der Podiumsplatzierungen
- Top 10: Anzahl der Platzierungen unter den ersten zehn
- Punkteränge: Anzahl der Platzierungen innerhalb der Punkteränge
- Starts: Anzahl gelaufener Rennen in der jeweiligen Disziplin

| Platzierung         | Einzel a | Sprint | Massenstart | Team   | Team    | Gesamt |
| Platzierung         | Einzel a | Sprint | Massenstart | Sprint | Staffel | Gesamt |
| ------------------- | -------- | ------ | ----------- | ------ | ------- | ------ |
| 1. Platz            | 4        |        |             |        |         | 4      |
| 2. Platz            | 2        |        |             |        |         | 2      |
| 3. Platz            | 2        |        |             |        |         | 2      |
| Top 10              | 20       |        |             |        |         | 20     |
| Punkteränge         | 24       |        |             |        |         | 24     |
| Starts              | 24       |        |             |        |         | 24     |
| Stand: Karriereende |          |        |             |        |         |        |